# وادي أم الشبابيط
ام الشبابيط وادي من وديان غرب محافظة نينوى الطويلة، والتي تصب في نهر دجلة. وتسمية شبابيط هي جمع شبوط، وهو نوع من أنواع السمك، الذي يكثر في نهر دجلة. إن وادي أم الشبابيط يمتلأ مجراه بالمياه التي تتجمع بفعل الأمطار المتساقطة في موسم الشتاء من سيول مياه الوديان الصغيرة المنحدرة بالقرب من جبل سنجار لتكون وادي ام الشبابيط، وتقع عليه من جهة غرب تلعفر قرية، عرفت بقرية أم الشبابيط، وفيها عين ماء تعرف بعين الشبابيط، وتبعد هذه القرية عن الموصل مسافة 99 كيلومتراً، و25 كيلو متراً قبل الوصول إلى سنجار، ويوجد في القرية مخفراً للشرطة بنفس الأسم، وبقرب المخفر بقايا باب الخان الذي يعود إلى العصر الأتابكي ومن بنايات بدر الدين لؤلؤ، يمتد الوادي من القرية خارجاً من تلعفر، ليقطع جزيرة قضاء الحضر، بعد ان تصب فيه سيول بعض من وديانها، وصولاً إلى اطراف محافظة صلاح الدين، قاطعاً الجانب الأيمن لقضاء الشرقاط، وقد شيد على مجرى هذا الوادي جسر يسمى بجسر أم الشبابيط، ماراً بالقرب من قلعة آشور الأثرية، ومن بعدها ليصب في نهر دجلة. بعد ان قطع مسافة تقدر بحوالي 160 كم.